# Sphegina bridwelli
Sphegina bridwelli är en tvåvingeart som beskrevs av Cole 1924. Sphegina bridwelli ingår i släktet midjeblomflugor, och familjen blomflugor. Inga underarter finns listade i Catalogue of Life.